# 磷峰值

美国地质调查局统计的1900年－2016年全球磷灰石产量

磷峰值描述人类为开采工业和商业原材料达到最高磷产率的时间点，这一说法受到石油峰值（哈伯特顶点）理论的启发。在2010年左右，曾经有过关于磷峰值是否即将到来的讨论，但当美国地质调查局提高了可开采磷资源的预估量后，讨论才逐渐平息。
磷是在地球地壳和生物体中广泛分布的资源，但因其并非在地球上平均分布，故而集中率低，极为珍稀。开采磷矿中的磷灰石是目前唯一经济的产磷方案，然而只有摩洛哥、中国、阿尔及利亚和叙利亚等国拥有大量磷矿石。对未来产量的预估依数据模型的不同和可开采量的判断大相径庭。不可否认的是，在可以预见的将来，摩洛哥将显著影响今后的磷矿石产量。
因为磷的生物地球化学循环不包含气态，所以除了采矿外几乎没有其他适合的商业制磷方法。一些研究人员认为，地球上可供商业开采、成本低廉的磷资源预计将在50－100年后枯竭，磷峰值将会出现在2030年；另一些人员则相信地球的磷资源还可供开采几百年。正如对石油峰值的预估一样，磷峰值将何时出现的问题仍然没有准确的答案，而不同领域的学者们会定期发布磷矿石保有量的最新评估。

## 背景
磷峰值的提出基于地球临界理论。这一理论为工业革命以来人类活动对自然的影响的9个方面划分了临界点，只要人类把活动控制在临界点内，人类就能“安全”地在地球上生存。磷峰值属于其中一个方面。

## 全球磷保有量的估算

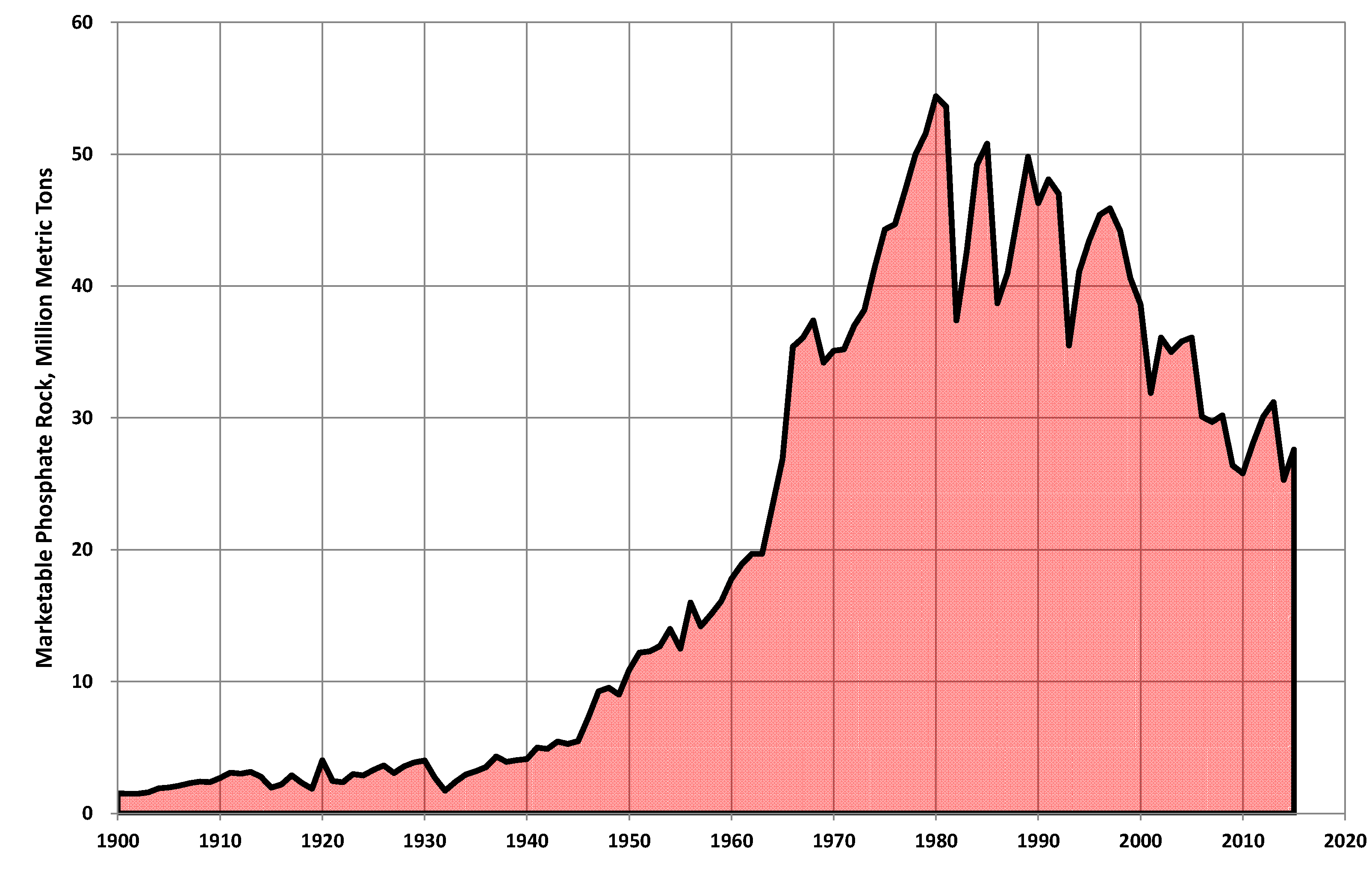
美国自1900－2015年间的磷矿开采量

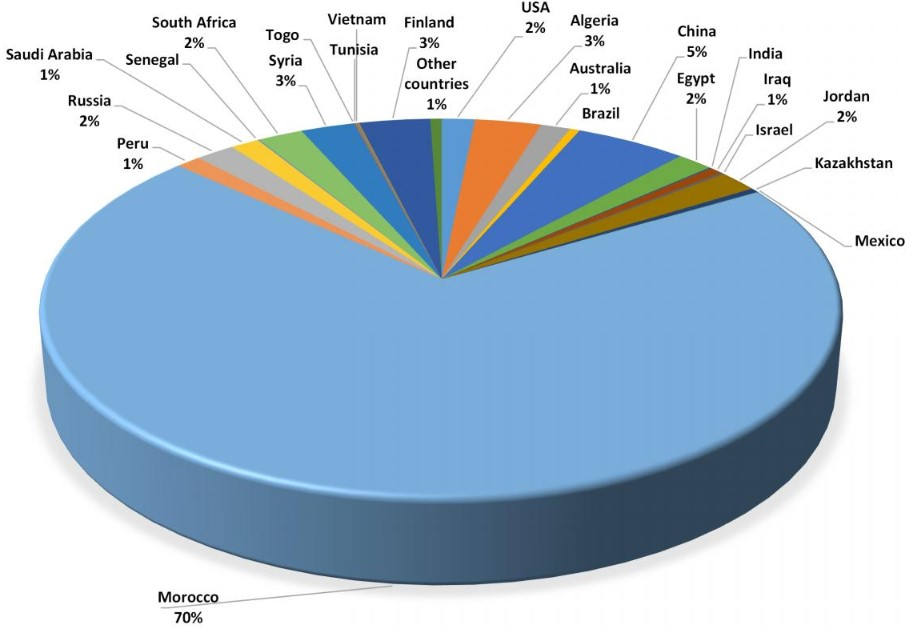
2016年全球商业磷矿石保有量

磷峰值究竟将于何时到来取决于全球可用的磷资源（尤其是磷灰石）保有量。保有量指的是以目前的市场价能够开采的设想量，而资源指的是合理期望下可经济实惠地提取的磷矿。
按质量计算，未经处理过的磷灰石中约含有1.7%－8.7%的磷（五氧化二磷含有4%－20%的磷）；比较起来，一般岩石中含有约0.1%的磷，而绿色植物含有0.03%－0.2%。这意味着，尽管地壳含有大概{\displaystyle 10^{15}}吨的磷，但选择开采这些材料并不实惠。
美国地质调查局在2017年指出，全世界范围内可供经济开采的磷保有量为680亿吨，而2016年世界矿业产量仅为2亿6100万吨。假设保有量不再增长，现有的磷仍足够开采260年。这与国际肥料发展中心（IFDC）在2010年的报告内容大体吻合。然而具体的数量仍然未知，且仍处于争议之中。科学新闻记者娜塔莎·吉尔伯特认为外部缺少对估计量的证实。2014年的一份评论总结IFDC的报告称，其“过高估计了磷的保有量——尤其是在摩洛哥的保有量，因为他们把那里假想的、推定的资源当成了实际存在的东西”。
磷灰石短缺会显著影响世界食品安全。许多农业系统依赖以磷灰石为原料的无机肥。在农业系统不改变的前提下，肥料供应就会不足，进而导致食物短缺。经济学家认为，磷灰石的价格波动不一定暗示磷峰值何时到来，因为价格是随着供求双方的各种因素而随时改变的。

### 鸟粪下的磷资源
西班牙作家加西拉索在其著作《印卡王室述评》（1609）中描述了印加人在西班牙人前来殖民前的农业实践，如使用海鸟粪作肥料等。
19世纪早期，亚历山大·冯·洪堡在南美洲岛屿上发现鸟粪后将这种施肥方法带给欧洲。据报道，鸟粪被发现时已经在岛上积攒了30米深。莫切人发掘了这个鸟粪“矿”，并把鸟粪带回秘鲁。而真正意义上的鸟粪国际贸易于1840年才开始。

## 节约和回收磷

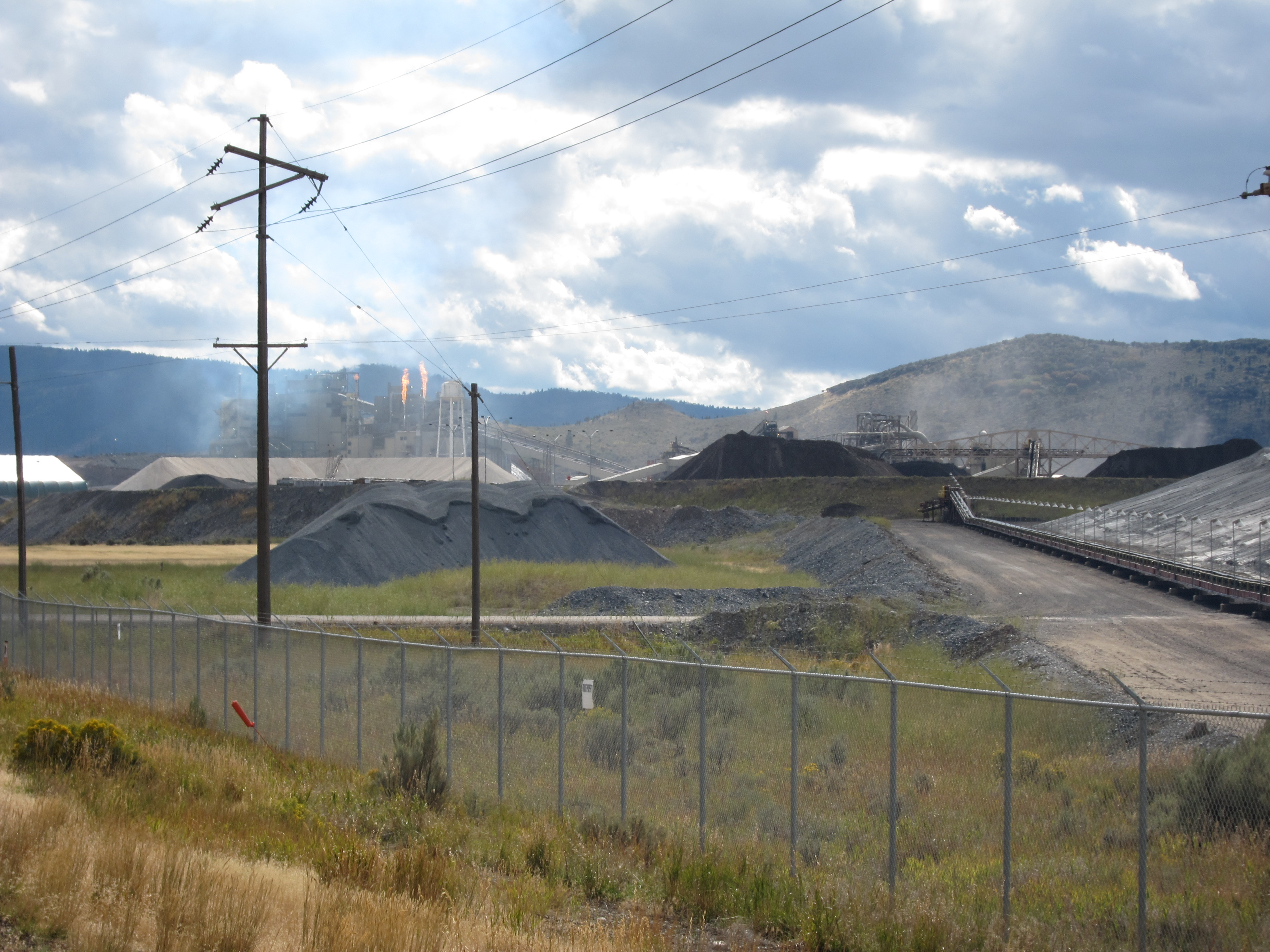
美国爱达荷州的孟山都公司的一间磷处理厂

如同其他元素，磷可以在食物网上沿着营养级流动，进入世界各地人们的消化系统。消化吸收完成后，人的室外排泄会让磷元素重归自然世界以被大豆等作物吸收，或是通过下水道、污水处理厂进入江河湖海，加入生物圈的水循环。为了推迟磷峰值的到来，农业和卫生领域已有多种重复利用磷元素、减少磷排放的做法。英国的有机农业认证组织土地联盟在2010年发布了鼓励进一步回收利用磷资源的报告。有学者认为，解决磷资源短缺的有效方法之一就是加强回收人和动物的排泄物。

### 农业生产
减少土地流失和侵蚀能够降低农民施磷肥的频率。进行无耕作农业、使用梯田、种植防风林都是已知的降低磷流失的办法。这些办法仍然需要农民定期在田地里加入磷石才能发挥作用；而回收已经流失的磷资源的其他方案尚在建议阶段。如草地和森林等常青植物分布的土地，吸收磷的效率通常比耕地高，如果在草地和河流之间种植树林绿化带，就能加强防止磷元素和其他营养物质流失入水。

### 污水处理
自2003年左右开始，瑞典和德国已经在研究从污水中提取出磷，但因为世界市场上磷的价格居高不下，目前的污水提纯技术成本仍然非常高。